# Джоанні Дабугсій
Джоанні Дабугсій (англ. Joannie Dabugsiy) (нар. 19 листопада 1989) — мікронезійська спортсменка, професійна баскетболістка, гравчиня збірної  Федеративних штатів Мікронезії, учасниця Кубку Мікронезії-2022 з баскетболу.
У 2012-му році у Коледжі Мікронезії отримала ступінь бакалавра з Програми можливостей охорони здоров'я 

## Статистика виступів за збірну
Форвардиня жіночої збірної Федеративних штатів Мікронезії, в складі якої взяла участь у Кубку Мікронезії-2022. Дабугсій проводила на майданчику у середньому 11 хвилин та робила 2 підбирання, а її збірна зайняла четверте місце, програвши у матчі за «бронзу» команді Палау. У складі своєї команди стала найстаршою гравчинею: на момент старту турніру Дабугсій виповнилося 32 роки, у той час як середній вік гравчинь збірної ФШМ складав 21 рік  .
| Дата       | Місто    | Господарі                    | Результат | Гості                        | Турнір                | Голи | Примітки |
| ---------- | -------- | ---------------------------- | --------- | ---------------------------- | --------------------- | ---- | -------- |
| 08.06.2022 | Мангілао | Федеративні Штати Мікронезії | 17 – 87   | Палау                        | Кубок Мікронезії-2022 | -    |          |
| 09.06.2022 | Мангілао | Гуам                         | 125 – 13  | Федеративні Штати Мікронезії | Кубок Мікронезії-2022 | -    |          |
| 10.06.2022 | Мангілао | Федеративні Штати Мікронезії | 28 – 110  | Північні Маріанські Острови  | Кубок Мікронезії-2022 | -    |          |
| 11.06.2022 | Мангілао | Палау                        | 79 – 35   | Федеративні Штати Мікронезії | Кубок Мікронезії-2022 | -    |          |
| Усього     |          | Матчів                       | 4         |                              | Голів                 | -    |          |